# تاروی، گیفو
تاروی، گیفو (به لاتین: Tarui, Gifu) یک منطقهٔ مسکونی در ژاپن است که در استان گیفو واقع شده‌است. تاروی ۲۸٬۴۶۱ نفر جمعیت دارد.